# Aechmea burle-marxii
Espèce
Classification phylogénétique
Synonymes
- Ortgiesia burle-marxii (E.Pereira) L.B.Sm. & W.J.Kress

Aechmea burle-marxii est une espèce de plantes de la famille des Bromeliaceae, endémique de la forêt atlantique (mata atlântica en portugais) au Brésil.

## Synonymes
- Ortgiesia burle-marxii (E.Pereira) L.B.Sm. & W.J.Kress

## Étymologie
L'épithète burle-marxii honore l'architecte-paysagiste brésilien Roberto Burle Marx (1909-1994).